# Мартиншел
Мартиншел (порт. Martinchel)  —  район (фрегезия) в Португалии,  входит в округ Сантарен. Является составной частью муниципалитета  Абрантеш. По старому административному делению входил в провинцию Рибатежу. Входит в экономико-статистический  субрегион Медиу-Тежу, который входит в Центральный регион. Население составляет 713 человека на 2001 год. Занимает площадь 17,10 км².
Покровителем района считается Архангел Михаил (порт. São Miguel). 